# Ronald Modras
Ronald Modras (* 23. August 1937 in Detroit; † 17. Oktober 2018) war ein US-amerikanischer Theologe. 
Modras war ab 1988 Professor für Theologie an der University of St. Louis. 1963 wurde er zum Priester geweiht. 1972 promovierte er bei Hans Küng an der Universität Tübingen mit einer Dissertation über Paul Tillichs Ekklesiologie. „Einer meiner besten Doktoranden“, schrieb Küng in seinen Lebenserinnerungen über Modras. Zu seinen wichtigsten Büchern zählt The Catholic Church and Antisemitism, Poland 1933–1939.